# Пушкинская (станция метро, Москва)
«Пу́шкинская» — станция Московского метрополитена на Таганско-Краснопресненской линии. Связана пересадками со станциями «Тверская» на Замоскворецкой линии и Чеховская на Серпуховско-Тимирязевской линии. Расположена в Тверском районе (ЦАО); названа по одноимённой площади. Открыта 17 декабря 1975 года одновременно со станцией «Кузнецкий Мост» в составе участка, соединившего Ждановский и Краснопресненский радиусы в единую линию.
Станция колонная трёхсводчатая глубокого заложения с одной островной платформой. При строительстве участка, включающего в себя «Пушкинскую», были использованы новые технологии: использовались тюбинги диаметром 9,5 метра, что позволило увеличить высоту и ширину центрального зала в сравнении с открытой ранее станцией «Площадь Ногина». Планировалось также использовать при проходке туннеля от «Кузнецкого моста» экспериментальный щит, но результат не оправдал ожиданий и работы были продолжены обычным способом. Тем не менее, использование новых технологий, в том числе тюбингоукладчиков, монтажных самоходных тележек и бурильного агрегата БОМ-1, позволило завершить работы по строительству на полгода раньше срока.
Станция имеет два выхода: на Пушкинскую площадь в совмещённый с «Тверской» вестибюль, расположенный в цоколе здания газеты «Известия», а также в подземный переход под Страстным бульваром. Станция является одной из самых загруженных в Московском метрополитене.

## История
История проектирования станции «Пушкинская» связана с историей проектирования станции Горьковского радиуса под Пушкинской площадью. По планам 1932 года на участке «Охотный Ряд» (сооружена как «Площадь Свердлова») — «Садово-Триумфальная площадь» (сооружена как «Маяковская») Тверского радиуса планировалось построить две станции — «Моссовет» и «Страстная площадь» (по прежнему названию Пушкинской площади). В 1934 году станция «Моссовет» была исключена из плана, а вторая осталась под названием «Пушкинская площадь». В 1935 году отказались и от «Пушкинской площади», но оставили под неё задел.
Ждановско-Краснопресненская линия планировалась к строительству в 1957 году, но подробности этого проекта неизвестны. В 1966 году был открыт Ждановский радиус от станции «Таганская» до станции «Ждановская». Предложения по соединению радиусов звучали самые разные, и только в конце 1960-х годов Ждановско-Краснопресненская линия была спроектирована в своём нынешнем виде. Согласно плану 1968 года, предполагалось ввести в строй участок «Площадь Ногина» — «Краснопресненская» (сооружена как «Баррикадная») в 1975 году. Станция «Пушкинская» строилась под проектным названием «Площадь Пушкина».
При проектировании средней части линии у строителей и архитекторов возникли сложности, которые состояли в сложных инженерно-геологических условиях в районах строительства этих станций. Это способствовало разработке нового типа станций, отличного от построенной ранее «Площади Ногина» — колонных глубокого заложения с расширенным центральным залом, а также увеличенным шагом между колоннами. Для этого использовались тюбинги диаметром в 9,5 метров, что привело к увеличению высоты и ширины среднего зала на 1,6 и 1,5 метра соответственно. Новые конструкторские решения включали также использование лотковых плит серии 85ЛП, что при строительстве станции позволило сэкономить около 950 тонн чугуна и снизить трудозатраты. Для реализации новых технологий использовался бурильный агрегат БОМ-1, станционные тюбингоукладчики и монтажные самоходные тележки, что позволило завершить работы по сооружению станции всего за два года (что оказалось на полгода раньше срока). Помимо этого, при проходке туннеля от станции «Кузнецкий мост» был использован экспериментальный щит, однако из-за неудачной конструкции щита после проходки пятидесяти погонных метров было решено демонтировать его и продолжить проходку обычным способом.
Станция «Пушкинская» была открыта 17 декабря 1975 года в составе участка «Баррикадная» — «Площадь Ногина», соединившего два радиуса в один Ждановско-Краснопресненский диаметр. В ходе строительства этой станции были также построены эскалаторный наклон «Горьковской» и переход между этими станциями. После ввода в эксплуатацию участка «Площадь Ногина» — «Баррикадная» количество станций Московского метрополитена достигло 99. С целью обеспечить пересадку на эту линию требовалось строительство станции (ставшей «Горьковской») на действующем перегоне «Маяковская» — «Площадь Свердлова» Замоскворецкой линии. Помимо этого, в планах Тимирязевской линии была также станция с пересадкой на «Горьковскую» и «Пушкинскую» («Чеховская»). При этом три линии проходили на разной глубине: ближе к поверхности — Горьковско-Замоскворецкая линия, ниже — Ждановско-Краснопресненская, ещё ниже — Тимирязевская, а станции планируемого пересадочного узла расположились треугольником. При строительстве станции «Горьковская», а также перехода на неё с «Пушкинской» работниками Метростроя были обнаружены археологические находки, в частности, монеты, обломки глиняных подсвечников и другие предметы, относящиеся к XVIII веку. В 1979 году был открыт переход на станцию «Горьковская», и западный вестибюль «Пушкинской» стал совмещённым с этой станцией. В 1987 году был открыт переход на станцию «Чеховская» Серпуховско-Тимирязевской линии.

## Архитектура и оформление

### Станционные залы
Станция является колонной, трёхсводчатой, глубокого заложения, которые не строились в Москве с 1950-х годов. «Пушкинская» — станция с наибольшей глубиной заложения на линии. Шаг колонн — 5,25 м. Ширина среднего зала — 8,2 м, высота — 6,25 м.
Высокие, расширяющиеся в сторону центрального и боковых залов колонны образуют изящные аркады. На их общие антаблементы опираются простые полуцилиндрические своды. Арки украшены декоративными фризами с рельефными изображениями пальмовых ветвей и розеток. Каннелюры на колоннах, по замыслу архитекторов, зрительно облегчают и подчёркивают стройность колонн. Ритм колонн нарушается двумя лестничными спусками перехода, что, по мнению авторов станции, ослабляет впечатление однообразия и монотонности. Вся станция выдержана в белой цветовой гамме.
Пушкинская тема в оформлении прослеживается в ярких медных чеканках, расположенных на путевых стенах — по четыре на каждой. Чеканки посвящены Москве (две чеканки), Санкт-Петербургу, Царскосельскому лицею, имению Михайловское, могиле поэта в Святогорском монастыре и поэтическому дару поэта (две чеканки). Каждое изображение сопровождается строками из произведений поэта.
Люстры и бра изготовлены В. А. Бубновым, который позднее стал заслуженным художником Российский Федерации. Люстры сделаны в виде двухъярусных конусовидных паникадил с 18 стилизованными свечами в нижнем и 10 в верхнем ярусе расположены по оси сводов станционных залов. На стенах размещены бра-канделябры на 4 свечи. Пол платформы облицован гранитом «актау». Колонны, торцевые и путевые стены — мрамором «коелга». В торце станции, в переходной камере расположен бронзовый бюст А. С. Пушкина, выполненный скульптором М. А. Шмаковым по известному портрету художника О. А. Кипренского. Он стоит на высоком столпе из белого мрамора на фоне беломраморной стены.
Автор станции — архитектор Вдовин Юрий Викторович, лауреат премии Совета Министров СССР 1977 года за проект станции. Соавтор — архитектор Р. В. Баженов. Скульпторы: М. Шмаков, А. Леонтьева, В. Кротков; художники: В. Бубнов, Г. Смоляков. Авторы вестибюля — архитекторы Н. Демчинский и Ю. Колесникова.

### Вестибюли
Станция имеет два подземных вестибюля: западный (совмещённый со станцией «Тверская») и восточный (общий со станцией «Чеховская»).
Западный подземный вестибюль, который является общим для станций «Пушкинская» и «Тверская», представляет собой подземный ансамбль из двух обширных прямоугольных залов, связанных двумя широкими и короткими проходами. Между проходами находятся кассы и служебные помещения. В кассовый зал выходит витрина торгового центра «Тверской пассаж» и выход к его подземным торговым залам. По межэтажным эскалаторам можно выйти в цоколь здания издательства «Известия», а также в длинный подземный переход под Пушкинской площадью.
У кассового и эскалаторного залов низкие ребристые потолки с мощными балками перекрытия. По центральной оси оба зала поддерживают ряды колонн — прямоугольных в кассовом зале и круглых в эскалаторном. Между колоннами расположена линия входных турникетов на обе станции. Стены вестибюля облицованы светлым облачным и снежным мрамором месторождения Коелга со слабым рисунком. Выходящаяся в зал стена «Тверского пассажа» облицована мраморной брекчией. Пол облицован серым крупнозернистым гранитом с включениями серого диабаза и диорита.
Восточный подземный вестибюль является общим для станций «Пушкинская» и «Чеховская» и представляет собой обширное прямоугольное помещение с низким плоским подвесным потолком, покрытым небольшими квадратными световыми кессонами. Три массивные прямоугольные колонны поддерживают потолок вестибюля по короткой оси помещения. Стены и колонны вестибюля облицованы мрамором месторождения Газган. Из вестибюля имеются выходы в подземный переход под Страстным бульваром и на Пушкинскую площадь.

### Переходы
Пересадочный узел, станции которого были названы в честь писателей и поэтов А. С. Пушкина, Максима Горького и А. П. Чехова, был глубоко символичен. В 1991 году станция «Горьковская» была переименована в «Тверскую», одновременно с аналогичным переименованием улицы Горького.
Переход с «Пушкинской» на станцию «Тверская» Замоскворецкой линии начинается в западной половине станции лестницей на мостик через платформу и пути в сторону станции «Котельники». За мостиком расположены два сводчатых прохода в длинную и широкую промежуточную камеру. Промежуточная камера выводит в два сводчатых коридора к эскалаторам в центральный зал «Тверской». Переход оформлен в стиле «Пушкинской»: стены облицованы белым мрамором, на них — бра-канделябры.
Переход на станцию «Чеховская» Серпуховско-Тимирязевской линии можно совершить двумя путями. Первый — по лестнице и мостику через платформу в сторону станции «Котельники» в восточной половине главного зала станции. Далее расположены два коротких сводчатых прохода, ведущие в большую прямоугольную сводчатую переходную камеру. В этой камере находится верхняя арка эскалаторного наклона, по которому можно спуститься в переходную камеру и дальше, к лестнице в центральный зал станции «Чеховская». Этот переход также оформлен в стиле «Пушкинской». Второй способ совершить пересадку на «Чеховскую» — по коридору от восточного торца «Пушкинской». Оттуда начинаются два боковых сводчатых прохода, которые выводят в короткий коридор, который в конце разделяется пилоном на два. Эти проходы ведут в поперечный длинный, широкий и изогнутый коридор, в обоих торцах которого эскалаторные тоннели: направо — вниз, на «Чеховскую», налево — вверх, в общий вестибюль двух станций. Стены перехода облицованы белым мрамором, переход освещается бронзовыми бра-канделябрами.

## Эксплуатация
«Пушкинская» — одна из самых загруженных станций метро, по данным 1999 года ежедневно станцией пользовались около 400 тыс. человек: 170 тыс. человек — с перехода станции «Тверская» и 212 тыс. человек — с перехода станции «Чеховская». В марте 2002 года пассажиропоток по входу составлял 87,8 тыс. человек.
Время открытия южного вестибюля для входа пассажиров — 5 часов 35 минут, время закрытия — в 1 час ночи. Северный вестибюль открывается в 6 часов 30 минут, а закрывается в 22 часа 30 минут.
Таблица времени прохождения первого поезда через станцию:
| По чётным числам                   | Будние дни | Выходные дни |
| По нечётным числам                 | Будние дни | Выходные дни |
| В сторону станции «Кузнецкий Мост» | 05:46:00   | 05:46:00     |
| В сторону станции «Кузнецкий Мост» | 05:54:00   | 05:54:00     |
| В сторону станции «Баррикадная»    | 06:00:00   | 06:01:00     |
| В сторону станции «Баррикадная»    | 05:57:00   | 05:58:00     |

## Расположение
Станция «Пушкинская» Таганско-Краснопресненской линии расположена между станциями «Баррикадная» и «Кузнецкий мост». Из подземных вестибюлей можно выйти на Пушкинскую площадь, Тверскую улицу, Страстной и Тверской бульвары (части Бульварного кольца).

## Наземный общественный транспорт
На этой станции можно пересесть на следующие маршруты городского пассажирского транспорта:
- Автобусы: м1, м5, м40, е30, с344, с511, н1, н10, н12

## Происшествия
8 августа 2000 года, в 17:55, в подземном переходе под Пушкинской площадью со стороны выхода к торговому центру «Галерея Актёр» произошёл взрыв. Жертвами взрыва стали 13 человек, из которых 7 погибли на месте, а 6 впоследствии скончались в медицинских учреждениях. 118 человек получили ранения разной степени тяжести. Взрывной волной было разрушено большинство торговых павильонов в переходе, а также повреждены конструкции самого перехода. Преступление не было раскрыто, и в 2006 году уголовное дело было приостановлено в связи с предполагаемой гибелью исполнителей теракта, о чём заявил прокурор Москвы Юрий Сёмин.

## Станция в массовой культуре
- «Пушкинская» упоминается в постапокалиптическом романе Дмитрия Глуховского «Метро 2033». В этом произведении станция является столицей так называемого «Четвёртого Рейха», на которой собрались русские националисты[26]. В третьей части трилогии, «Метро 2035», «Пушкинскую» называют «Шиллеровской»[27].